# Obdam (gemeente)
Obdam (uitspraakⓘ) is een voormalige gemeente in de regio West-Friesland in de Nederlandse provincie Noord-Holland.
De gemeente Obdam kent drie fases. In de eerste fase was de gemeente Obdam samen met Hensbroek een gemeente, van 1811 tot 1817; een gevolg van de oude stedelijke rechten die de twee samen een tijd lang hadden. De tweede fase was die van 1817 tot 1 januari 1979 toen het een zelfstandige gemeente was, waartoe ook de buurtschappen Berkmeer, Obdammerdijk en een stukje van Wogmeer behoorde. De derde fase was een fusiegemeente tussen de gemeente Obdam en Hensbroek. Deze gemeente telde 6822 inwoners (2006) en had een oppervlakte van 20,95 km² (waarvan 0,31 km² water).
Op 1 januari 2007 is de gemeente samengevoegd met Wester-Koggenland tot de nieuwe gemeente Koggenland.
De laatste burgemeester van de gemeente was Ab van Beelen.

## Plaatsen binnen de gemeente
Dorpen:
- Hensbroek
- Obdam (gemeentehuis)
- Wogmeer (gedeeltelijk)

Buurtschappen:
- Berkmeer
- Obdammerdijk